# ریورتون (ایندیانا)
ریورتون (به انگلیسی: Riverton) یک منطقهٔ مسکونی در ایالات متحده آمریکا است که در شهرستان سولیوان، ایندیانا واقع شده‌است. ریورتون ۱۳۳ متر بالاتر از سطح دریا واقع شده‌است.